# Taenitis marginata
Taenitis marginata är en kantbräkenväxtart som beskrevs av Holtt. Taenitis marginata ingår i släktet Taenitis och familjen Pteridaceae. Inga underarter finns listade.